# Slovenska ženska softbolska reprezentacija
Slovenska ženska softbolska reprezentacija predstavlja državu Sloveniju u športu softbolu.
Krovna organizacija: 

## Postave

### EP 2007.
Cedilnik, Goličnik, Humerca, Killer, Kos, Kramberger, Kren, Kuret, Kusar, Lavrič, Lenardič, Nakajima, Pleskovič, Škabar, Sober, Trobec, Vidmar.

## Nastupi na EP
- divizija "B", Prag 1997.: -
- divizija "B", Antwerpen 1999.: -
- divizija "B", Beč 2001.: 9.
- divizija "B", Saronno, Italija 2003.: -
- divizija "B", Prag 2005.: -
- divizija "B", Zagreb 2007.:

## Vanjske poveznice
- Postava na EP 2007.  Arhivirana inačica izvorne stranice od 19. kolovoza 2007. (Wayback Machine)